# Liceo Industrial Benjamín Dávila Larraín
El Liceo Benjamín Dávila Larraín es una institución de enseñanza perteneciente al Estado de Chile, administrado por la Corporación de Capacitación y empleo de la Sociedad de Fomento Fabril, SOFOFA. Se ubica en la comuna de Renca en la ciudad de Santiago.
El liceo imparte las especialidades de Laboratorio Químico, cuya Jefa de Especialidad es la Profesora Silvia Álvarez; Electrónica cuya Jefa de especialidad es la profesora Nadieya Rivas; y en Telecomunicaciones cuya Jefa de especialidad es la profesora Georgina Verdugo.
A partir del año 2013 en parte de los cursos se integró la modalidad Dual, la cual consiste en que los estudiantes además de las clases regulares en aula, tienen destinado tiempo de práctica en empresas, que mediante convenio, integran laboralmente a los jóvenes para que se inserten a la realidad del mundo del trabajo en la industria. 
Durante los últimos años se ha convertido en un liceo emblemático dentro del ámbito del área técnico-profesional en Santiago, destacando por su colaboración al medio ambiente a través de diferentes actividades y certificaciones; y su formación técnico-dual en las tres especialidades, que también han permitido que los estudiantes destaquen en diversas competencias inter-escolares a nivel comunal y nacional.